# (32541) 2001 QF2
2001 كيو أف 2 (ويعرف أيضًا باسم (32541) 2001 كيو أف 2 وفق تسمية الكوكب الصغير) (بالإنجليزية: 2001 QF2)‏ هو كويكب ضمن حزام الكويكبات؛ وترتيبه 32541 من حيث الاكتشاف.
اكتُشف هذا الجُرم الفلكي بواسطة Jaume Nomen ‏ في 17 أغسطس 2001.

## وصلات خارجية
- (32541) 2001 QF2 في قاعدة بيانات مختبر الدفع النفاث لأجرام النظام الشمسي الصغيرة

- الاكتشاف · مخطط المدار ·  العناصر المدارية · المعلمات المادية

- (32541) 2001 QF2 على موقع ويكي سكاي: DSS2, SDSS, GALEX, IRAS, Hydrogen α, X-Ray, Astrophoto, Sky Map, Articles and images